# Capuava
Capuava es un distrito del municipio de Santo André, en el estado de São Paulo, en Brasil.